# The Best Records in the World
| Recensione              | Giudizio |
| ----------------------- | -------- |
| Dizionario del Pop-Rock | [ 2 ]    |

The best records in the world è l'album di esordio del complesso musicale italiano dei Camaleonti. Fu pubblicato dopo una serie di singoli incisi l'anno precedente, di cui alcuni inseriti nel disco.

## Descrizione
Come era consuetudine dei gruppi beat di quegli anni, anche in questo disco vengono inserite versioni con testo in italiano di brani di artisti stranieri come, ad esempio, Non sperarlo, che è la cover di If You Gotta Go, Go Now di Bob Dylan, Se ritornerai cover di Norwegian Wood dei Beatles, Uno solo di noi cover di A Must to Avoid degli Herman's Hermits, I capelloni cover di Over and Over di Bobby Day, Tu credi in me cover di And my baby's gone dei Moody Blues e Come mai cover di Get Off of My Cloud dei Rolling Stones.
Quasi tutti i brani sono cantati da Riki Maiocchi, tranne Vi sbagliate, dove canta Livio Macchia. Il brano Sha... la la la la è una versione diversa da quella uscita l'anno precedente su singolo a 45 giri.
Il titolo dell'album nasce dal fatto che racchiudeva i dischi migliori usciti nel mondo in quel periodo (appunto, in inglese, the best records in the world), secondo i Camaleonti.
In copertina sono raffigurati i Camaleonti con giacche di vario colore.
Questo disco è stato ristampato dalla casa discografica On sale music in un unico CD insieme con il successivo LP Portami tante rose, integrati con sei brani già pubblicati su singolo a 45 giri.

## Tracce
Lato A
1. Sha - la - la - la - la – 3:15 (testo: Vito Pallavicini – musica: Clarence Paul)
2. Lo stesso giorno, la stessa ora – 2:40 (testo: Luigi Menegazzi, Domenico Serengay – musica: Paul Kauffman, Jerry Harris)
3. I capelloni – 2:05 (testo: Luciano Beretta, Michele Del Prete – musica: Robert Byrd)
4. Non so che dire... – 2:45 (testo: Luigi Menegazzi, Domenico Serengay – musica: Marc Thomas)
5. Il mare non racconta mai – 2:20 (testo: Luciano Beretta, Michele Del Prete – musica: Del Shannon)
6. Non sperarlo più – 2:05 (testo: Luigi Menegazzi, Domenico Serengay – musica: Bob Dylan)

Lato B
1. Se ritornerai – 2:12 (testo: Luigi Menegazzi, Domenico Serengay – musica: John Lennon, Paul McCartney)
2. Come mai?! – 2:00 (testo: Alessandro Colombini, Luigi Menegazzi, Domenico Serengay – musica: Mick Jagger, Keith Richards)
3. Io lavoro – 2:10 (testo: Luigi Menegazzi, Domenico Serengay – musica: Barry Mann, Cynthia Weil)
4. Uno solo di noi – 1:50 (testo: Luigi Menegazzi, Domenico Serengay – musica: P.F. Sloan, Steve Barri) – Cover di "A Must to Avoid"
5. Vi sbagliate – 2:40 (testo: Luigi Menegazzi, Domenico Serengay – musica: Joe Sauter, Mike Lewis) – Cover di "Ain't It True"
6. Tu credi in me – 2:02 (testo: Luigi Menegazzi, Domenico Serengay – musica: Michael Pinder, Denny Laine) – Cover di "And My Baby's Gone"

## Formazione
- Riki Maiocchi - voce, chitarra
- Livio Macchia - chitarra solista, cori
- Tonino Cripezzi - organo, cori
- Gerardo "Gerry" Manzoli - basso, cori
- Paolo De Ceglie - batteria

Note aggiuntive
- Luigi "Gigi" Menegazzi - produttore (per la Kansas)
- Registrazioni effettuati presso gli studi Fono Roma di Milano (Italia)
- Remo Coatto - ingegnere delle registrazioni
- Danilo Morri - mastering[3]